# Silvero Pereira
Silvero Pereira (Mombaça, 20 de junio de 1982) es un actor y director brasileño. Se formó en artes escénicas en el Instituto Federal del Ceará.

## Carrera
Silvero comenzó en la carrera artística con 17 años haciendo teatro. Está casado hace 10 años con el dramaturgo carioca Rafael Barbosa. Además de los diversos trabajos con grupos cearenses, fundó dos compañías en Fortaleza: la Inquieta Cia. de Teatros y el Colectivo Artístico Las Travestidas. El Colectivo Artístico As Travestidas fue fundado por Silvero. Compuesto por actores y actrices transexuales, travestis y artistas transformistas, el proyecto se realiza en Fortaleza y ha producido siete espectáculos, en las regiones Sur y Sudeste. “El proyecto pretende cuestionar la sociedad por medio de la caricatura y el estereotipo del universo trans, promoviendo, un conocimiento más profundo sobre el asunto e intentando deconstruir prejuicios, esclareciendo y promoviendo una mayor comprensión a través del arte, en especial el teatro”.
Su estreno en el cine fue en la película  Sierra Pelada (2013), que más tarde, se convirtió en una serie en la cadena Globo. Durante una presentación de la pieza "BR-Trans" en Río de Janeiro, Silveiro fue descubierto por Gloria Perez, quien lo invitó a participar de la novela, La Fuerza del Querer (2017). Por ese trabajo, fue nominado en la 22.ª edición del Mejores del Año en la categoría mejor actor revelación.

### Televisión
| Año  | Título               | Personaje                               | Notas                        |
| ---- | -------------------- | --------------------------------------- | ---------------------------- |
| 2017 | La Fuerza del Querer | Raimundo Nonato de Silva / Elis Miranda |                              |
| 2017 | Fantástico           | Reportero especial                      | Cuadro: Reportero por un Día |
| 2018 | Show de los Famosos  | Participante                            | Temporada 2                  |
| 2022 | Pantanal             | Zaqueu                                  |                              |

### Cine
| Año  | Título            | Personaje | Notas          |
| ---- | ----------------- | --------- | -------------- |
| 2013 | Sierra Pelada     | Severino  |                |
| 2016 | Mar de Ziba       | Mujer     | Corta-metragem |
| 2017 | En el Fin de Todo | Josy      | Corta-metragem |
| 2019 | Bacurau           | Lunga     |                |
| 2021 | Fantasma Neon     | Felipe    | Corta-metragem |

## Teatro
| Año         | Título           | Personaje        | Nota          |
| ----------- | ---------------- | ---------------- | ------------- |
| 2002–08     | Una Flor de Dama | Gisele Almodavár | también autor |
| 2013–actual | BR-Trans         | Gisele           | también autor |

## Premios y menciones
| Año  | Premio                                          | Categoría                            | Trabajo              | Resultado     |  |
| ---- | ----------------------------------------------- | ------------------------------------ | -------------------- | ------------- |  |
| 2015 | Premio APTR de Teatro                           | Mejor Actor                          | BR-Trans             |               |  |
| 2015 | Premio APTR de Teatro                           | Mejor Autor                          | BR-Trans             |               |  |
| 2015 | Premio Cuestión de Crítica de Teatro            | Mejor Autor                          | BR-Trans             |               |  |
| 2015 | Premio Cuestión de Crítica de Teatro            | Mejor Espectáculo                    | BR-Trans             |               |  |
| 2015 | Premio Cuestión de Crítica de Teatro            | Mejor Actor                          | BR-Trans             |               |  |
| 2016 | Premio Aplauso Brasil de Teatro                 | Mejor Actor                          | BR-Trans             | Venezuela     |  |
| 2016 | Premio Aplauso Brasil de Teatro                 | Mejor Espectáculo                    | BR-Trans             | Venezuela     |  |
| 2016 | Premio Aplauso Brasil de Teatro                 | Dramaturgia                          | BR-Trans             | Venezuela     |  |
| 2016 | Festival Nordestino de Teatro de Guaramiranga   | Mejor Espectáculo                    | BR-Trans             | Venezuela     |  |
| 2016 | Fiesta Internacional de Teatro de Angra (CINTA) | Categoría Especial                   | BR-Trans             |               |  |
| 2016 | Fiesta Internacional de Teatro de Angra (CINTA) | Mejor Espectáculo                    | BR-Trans             |               |  |
| 2017 | Mejores del Año                                 | Mejor Actor Revelación               | La Fuerza del Querer |               |  |
| 2017 | Premio Contigo! Online                          | Mejor Actor Revelación               | La Fuerza del Querer |               |  |
| 2018 | Trofeo Internet                                 | Mejor Actor Revelación               | La Fuerza del Querer | En proceso... |  |
| 2018 | Premio Extra de Televisión                      | Revelación Masculina                 | La Fuerza del Querer | Venezuela     |  |
| 2019 | Premio Men of the Year Brasil                   | Hombre del Año (Cine)                | Bacurau              | Venezuela     |  |
| 2020 | Premio Platino                                  | Interpretación Masculina de Película | Bacurau              | En proceso... |  |
| 2020 | Premio Hace Diferencia                          | Categoría Según Cuaderno/ Cine       | Bacurau              |               |  |
| 2020 | Premio Guarani del Cine Brasileño               | Actor Coadyuvante                    | Bacurau              | Venezuela     |  |

1. ↑  Egressos participam de filmes e minisséries (en portugués de Brasil).
2. ↑  «Silvero Pereira estreia em nova novela das nove». www20.opovo.com.br (en portugués de Brasil). Consultado el 30 de abril de 2018.
3. ↑  Juliana Lessa (9 de fevereiro de 2017). «Silvero Pereira se prepara para estrear na TV em 'A Força do Querer'». Bastidores - Gshow. Consultado el 4 de março de 2017.
4. ↑  «Nonato revela segredo, é travesti transformista e sonha em fazer um grande show». Gshow.com. Consultado el 4 de maio de 2017.
5. ↑  Online, O POVO. «Silvero Pereira emociona a web em dueto com Sandy no Criança Esperança». www.opovo.com.br (en portugués de Brasil). Archivado desde el original el 31 de octubre de 2018. Consultado el 25 de agosto de 2017.
6. ↑  «Conheça os participantess». Site Oficial Domingão do Faustão. 01/04/2018. Consultado el 03/04/2018.
7. ↑  'Ator Silvero Pereira e a arte do Br-trans'
8. ↑  «Br-Trans | Cobogó». cobogo.com.br (en portugués de Brasil). Consultado el 27 de diciembre de 2017.
9. ↑  'Troféu Domingão 2017: vote na categoria Ator Revelação'
10. ↑  «Conheça os indicados ao Prêmio Extra de TV e vote em seus preferidos de 2017». Extra. Consultado el 11 de março de 2018.
11. ↑  «Silvero Pereira recebe prêmio Homem do Ano por papel em Bacurau usando vestido de estilista cearense». Diario do Nordeste. 16 de febrero de 2020. Consultado el 16 de febrero de 2020.
12. ↑  «Grande Prêmio do Cinema Brasileiro 2019 anuncia indicações; Chacrinha lidera». Correio do Povo. 16 de febrero de 2020. Consultado el 16 de febrero de 2020.
13. ↑  «Karim Aïnouz vence Prêmio Faz Diferença na categoria cinema em que também concorria Silvero Pereira». O Povo. Consultado el 11 de março de 2018.
14. ↑  «Prêmio Guarani comemora 25 edições e anuncia indicados; Leonardo Villar será homenageado». Cine 
Vitor. Consultado el 11 de março de 2018.
15. ↑  Redação (3 de julio de 2020). «Os Vencedores do Prêmio Guarani de Cinema Brasileiro 2020». Vertentes do Cinema (en portugués de Brasil). Consultado el 12 de octubre de 2020.